# Peròxid orgànic

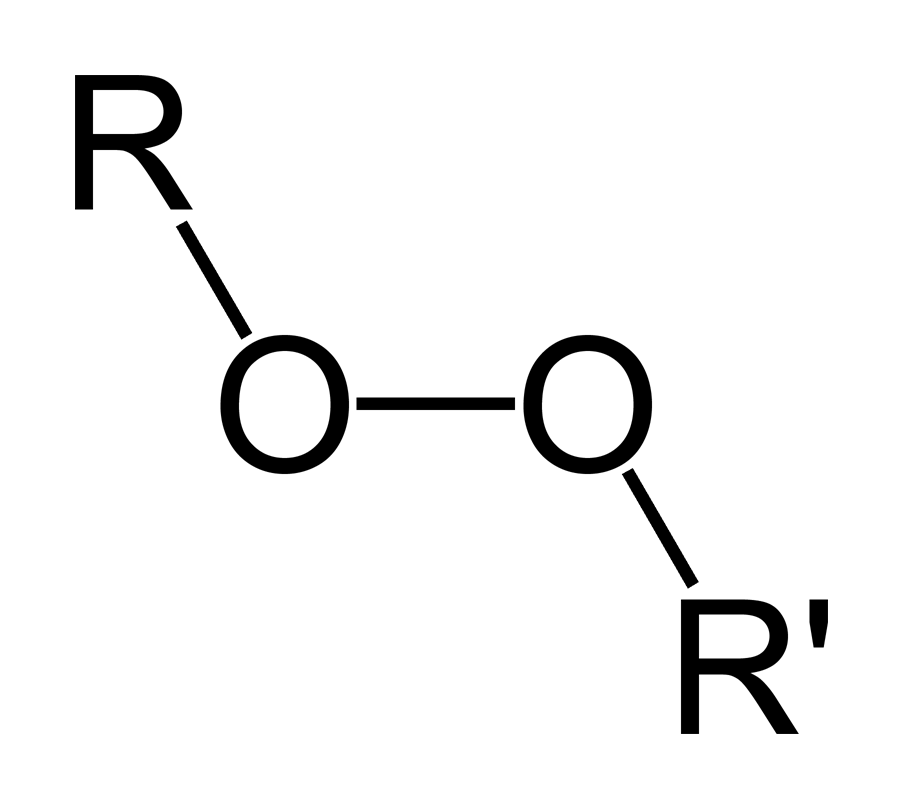
Estructura general d'un peròxid orgànic.

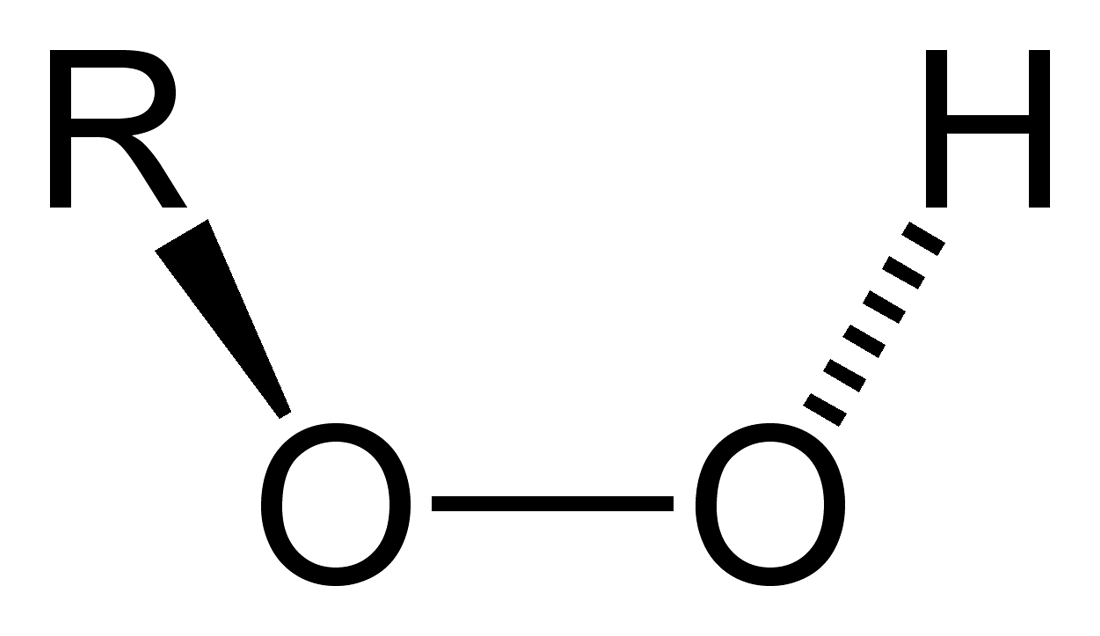
Estructura general d'un hidroperòxid orgànic.

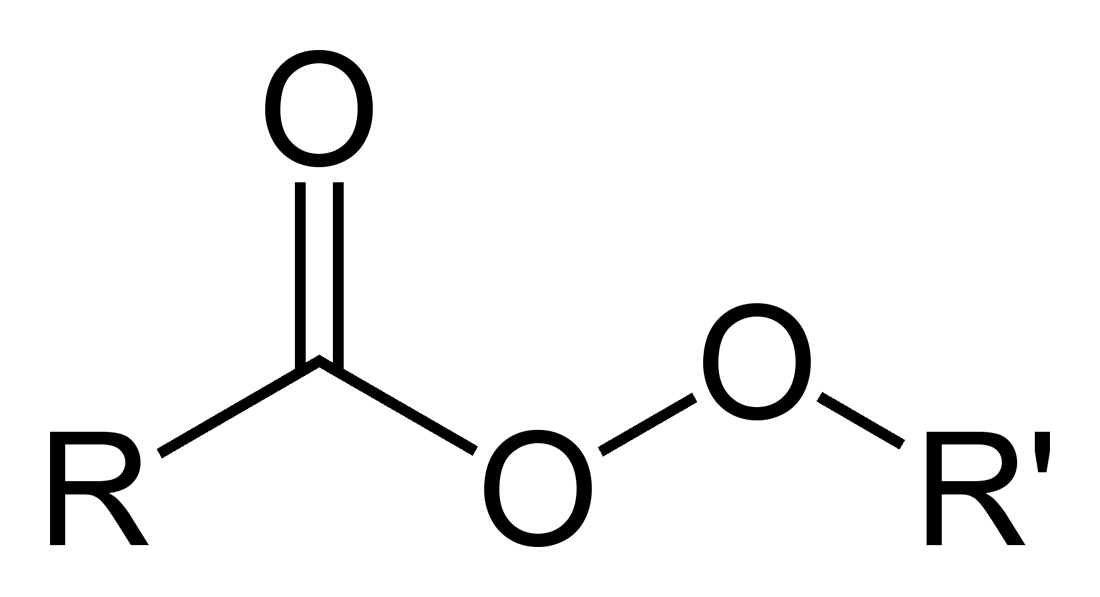
Estructura general d'un perèster.

Els peròxids orgànics són compostos orgànics que contenen el grup funcional peròxid (ROOR'). Si la R' és hidrogen, el compost s'anomena hidroperòxid orgànic. Els perèsters tenen l'estructura general RC(O)OOR. L'enllaç O-O es trenca fàcilment i forma radicals lliures de la forma RO·. Per tant, els peròxids orgànics són útils com iniciadors radicals per a certs tipus de polimerització, com les resines epoxi usades en plàstics reforçats. Tanmateix, la mateixa propietat pot servir per polimeritzacions explosives. Els peròxids orgànics com també els peròxids inorgànics són poderosos agents emblanquinadors.